# 부산 마하사 대웅전 석조석가여래삼존상
마하사 대웅전 석조석가여래삼존상(摩訶寺 大雄殿 石造釋迦如來三尊像)은 부산광역시 연제구 연산동, 마하사에 있는 조선시대의 불상이다. 2003년 9월 16일 부산광역시의 문화재자료 제18호로 지정되었다.

## 개요
마하사 대웅전에 모셔져 있는 돌로 만든 석가여래삼존상으로, 중앙의 석가여래상을 중심으로 좌우에 보살상이 1구씩 배치되어 있다.
석가여래상은 고개를 약간 숙이고 등을 곧게 편 자세로 양손을 무릎 위에 얹고 결가부좌하고 있다. 머리에는 작은 소라 모양의 머리칼을 붙여 놓았으며, 지발과 육계를 명확하게 구분하지 않았고, 머리 꼭대기와 이마 위쪽에 정상계주와 중간계주가 표현되어 있다. 네모꼴의 얼굴에는 볼록한 눈두덩이，작고 오똑한 코, 가늘고 작은 입술이 묘사되어 있다. 턱 밑에는 한 줄의 턱주름선이 새겨져 있으며, 목에는 세 개의 주름인 삼도(三道)가 좁게 표현되어 있고, 가슴은 볼록하게 처리되어 있다. 발제선·눈썹·수염은 녹청색이며, 입술은 붉은색이다. 옷차림은 편삼 위에 대의를 살짝 걸친 변형 통견식이며, 양손의 소매부분이 손목에서 반전되었다. 군의는 주름을 잡아 일정한 간격을 이루는 부채꼴로 표현되어 있다.
좌우협시보살상은 석가여래상과 표현기법이 거의 유사하다. 단, 보관 아래로 귀를 감싸며 어깨에 흘러내린 수발은 흑칠을 하고 가장자리 부분은 녹청으로 표현하였다. 가슴 앞의 승각기 부분은 몇 겹으로 주름잡힌 상태로 처리되어 있는데, 이는 조선후기 조각에 보편적으로 보이는 표현기법이다.
마하사 대웅전 석조석가여래삼존상은 조선후기에 제작된 불상으로, 보존상태가 양호하여 조선후기 부산·경남지역의 불교미술 양식과 계보를 살필 수 있는 자료적 가치가 있다.

## 참고 자료
- 마하사대웅전석조석가여래삼존상 - 국가유산청 국가유산포털